# Piptomeris floribunda
Piptomeris floribunda là một loài thực vật có hoa trong họ Đậu. Loài này được (Endl.) Greene miêu tả khoa học đầu tiên năm 1893.